# Epidendrum cornicallosum
Epidendrum cornicallosum är en orkidéart som beskrevs av Ernesto Foldats. Epidendrum cornicallosum ingår i släktet Epidendrum och familjen orkidéer. Inga underarter finns listade i Catalogue of Life.